# Gbawe
Gbawe is een plaats in Ghana (regio Greater Accra). De plaats telt 28 989 inwoners (census 2000).